# Canton Buggy Company
Canton Buggy Company war ein US-amerikanischer Hersteller von Automobilen.

## Unternehmensgeschichte
D. L. Schantz leitete das Unternehmen mit Sitz in Canton in Ohio. Er begann im Dezember 1909 mit der Produktion von Automobilen. Der Markenname lautete Canton. Im Angebot standen sowohl Personenkraftwagen als auch Nutzfahrzeuge. Der Schwerpunkt lag auf den Nutzfahrzeugen.
Im Folgejahr endete die Produktion. Insgesamt entstanden nur wenige Fahrzeuge.